# Ліхтенштейн на зимових Олімпійських іграх 1976
Ліхтенштейн брав участь у Зимових Олімпійських іграх 1976 року в Інсбруку (Австрія) та вперше завоював олімпійські медалі — обидві бронзові у змаганнях з гірськолижного спорту. Князівство представляли 9 спортсменів у 3-х видах спорту: гірськолижному, санному та лижних перегонах.

## Медалі
| Медаль | Спортсмен       | Вид спорту          | Дисципліна       |
| ------ | --------------- | ------------------- | ---------------- |
| Бронза | Віллі Фроммельт | Гірськолижний спорт | Чоловічий слалом |
| Бронза | Ганні Венцель   | Гірськолижний спорт | Жіночий слалом   |

## Змагання

### Гірськолижний спорт
Чоловіки
| Спортсмен       | Дисципліна         | 1-а гонка | 1-а гонка | 2-а гонка | 2-а гонка | Загальний результат | Загальний результат |
| Спортсмен       | Дисципліна         | Час       | Місце     | Час       | Місце     | Час                 | Місце               |
| --------------- | ------------------ | --------- | --------- | --------- | --------- | ------------------- | ------------------- |
| Андреас Венцель | Швидкісний спуск   |           |           |           |           | 1:50.08             | 28                  |
| Віллі Фроммельт | Швидкісний спуск   |           |           |           |           | 1:48.92             | 21                  |
| Пауль Фроммельт | Гігантський слалом | 1:52.69   | 38        | DNF       | —         | DNF                 | —                   |
| Андреас Венцель | Гігантський слалом | 1:48.53   | 20        | 1:47.72   | 20        | 3:36.25             | 20                  |
| Віллі Фроммельт | Гігантський слалом | 1:48.44   | 19        | 1:47.27   | 18        | 3:35.71             | 17                  |
| Андреас Венцель | Слалом             | 1:02.51   | 12        | 1:06.22   | 12        | 2:08.73             | 10                  |
| Віллі Фроммельт | Слалом             | 59.98     | 1         | 1:04.30   | 4         | 2:04.28             | 3                   |

Жінки
| Спортсмен      | Дисципліна         | 1-а гонка | 1-а гонка | 2-а гонка | 2-а гонка | Загальний результат | Загальний результат |
| Спортсмен      | Дисципліна         | Час       | Місце     | Час       | Місце     | Час                 | Місце               |
| -------------- | ------------------ | --------- | --------- | --------- | --------- | ------------------- | ------------------- |
| Урсула Концетт | Швидкісний спуск   |           |           |           |           | 1:51.53             | 24                  |
| Ганні Венцель  | Швидкісний спуск   |           |           |           |           | 1:49.17             | 11                  |
| Ганні Венцель  | Гігантський слалом |           |           |           |           | 1:31.83             | 20                  |
| Урсула Концетт | Гігантський слалом |           |           |           |           | 1:31.59             | 18                  |
| Урсула Концетт | Слалом             | 48.82     | 10        | 47.53     | 12        | 1:36.35             | 11                  |
| Ганні Венцель  | Слалом             | 47.75     | 6         | 44.45     | 3         | 1:32.20             | 3                   |

### Лижні перегони
Жінки
| Дисципліна | Спортсмен        | Гонка    | Гонка |
| Дисципліна | Спортсмен        | Час      | Місце |
| ---------- | ---------------- | -------- | ----- |
| 5 км       | Клаудія Шпренгер | 19:51.66 | 40    |
| 10 км      | Клаудія Шпренгер | 34:57.03 | 38    |

### Санний спорт
Чоловіки
| Спортсмен        | 1-й заїзд | 1-й заїзд | 2-й заїзд | 2-й заїзд | 3-й заїзд | 3-й заїзд | 4-й заїзд | 4-й заїзд | Загальний результат | Загальний результат |
| Спортсмен        | Час       | Місце     | Час       | Місце     | Час       | Місце     | Час       | Місце     | Час                 | Місце               |
| ---------------- | --------- | --------- | --------- | --------- | --------- | --------- | --------- | --------- | ------------------- | ------------------- |
| Райнер Гасснер   | DNF       | —         | —         | —         | —         | —         | —         | —         | DNF                 | —                   |
| Вольфганг Шедлер | n/a       | ?         | n/a       | ?         | n/a       | ?         | DNF       | —         | DNF                 | —                   |
| Макс Бек         | 56.748    | 36        | 55.388    | 28        | 55.614    | 34        | 57.032    | 37        | 3:44.782            | 32                  |

Чоловіча «двійка»
| Спортсмен                 | 1-й заїзд | 1-й заїзд | 2-й заїзд | 2-й заїзд | Загальний результат | Загальний результат |
| Спортсмен                 | Час       | Місце     | Час       | Місце     | Час                 | Місце               |
| ------------------------- | --------- | --------- | --------- | --------- | ------------------- | ------------------- |
| Макс Бек Вольфганг Шедлер | 45.517    | 20        | 45.272    | 18        | 1:30.789            | 19                  |